# Achromoporus heteromus
Achromoporus heteromus är en mångfotingart som beskrevs av Loomis 1941. Achromoporus heteromus ingår i släktet Achromoporus och familjen Chelodesmidae. Inga underarter finns listade i Catalogue of Life.